# Тазуркаев, Хашим Мусаевич
Хашим Мусаевич Тазуркаев (род. 20 мая 1994 года, Грозный, Ленинский район, ЧРИ) — российский боец смешанных боевых искусств, выступающий под эгидой WFCA. Член бойцовского клуба Ахмат.

## Биография
Хашим Тазуркаев родился в 1994 году в городе Грозный в непризнанной республике ЧРИ. По национальности чеченец. С детства занимался тхэквондо под руководством своего дяди, Тазуркаева Адама Гушаевича. В 2015 году перешёл в ММА. Профессиональный боец ММА.

## Достижения
Серебряный призёр Кубка России по Тхэквондо-WTF, чемпион Чеченской Республики по Тхэквондо-WTF, чемпион Кубка города Грозного по тхэквондо-WTF, чемпион СКФО по Тхэквондо-WTF, принимал участие в нескольких турнирах WFCA.

## Выступление в WFCA
14 июня 2015 года Тазуркаев провёл свой первый бой под эгидой Российского промоушена WFCA., Бой закончился его победой над Асланом Хосивым — в 2-м раунде Тазуркаев провёл болевой прием на ногу, заставивший Хосива сдаться.
Второй бой 15 августа 2015 года Тазуркаев провёл так же под эгидой Российского промоушена WFCA-Грозная Битва 5., Бой закончился его победой над Антоном Васильевым — в 1-м раунде Тазуркаев нокаутировал соперника.
29 ноября 2015 года под эгидой Российского промоушена WFCA-Грозная битва 11 провел свой третий и самый сложный бой, по причине травмы ребра. Бой закончился в пользу Тазуркаева единогласным решением судей. Соперником в этом бою был Станислав Горинский.
9 декабря 2017 года был проведен последний на сегодняшний день бой. соперником в котором выступил воспитанник Осетинской школы боевых искусств Сослан Гуриев. Бой окончился победой единогласным решением судей в пользу Тазуркаева.

## Статистика в смешанных единоборствах
| Боёв 4   | Побед 4 | Поражений 0 |
| -------- | ------- | ----------- |
| Нокаутом | 1       | 0           |
| Сдачей   | 1       | 0           |
| Решением | 2       | 0           |

| Результат | Рекорд | Соперник            | Способ                | Турнир                  | Дата             | Раунд | Время | Место       | Примечание         |
| --------- | ------ | ------------------- | --------------------- | ----------------------- | ---------------- | ----- | ----- | ----------- | ------------------ |
| Победа    | 4-0    | Сослан Гуриев       | Единогласное решение  | WFCA - Road to WFCA     | 9 декабря 2017   | 3     | 5:00  | Грозный, РФ |                    |
| Победа    | 3-0    | Станислав Горинский | Единогласное решение  | WFCA 11 - Grozny Battle | 29 ноября 2015   | 3     | 5:00  | Грозный, РФ |                    |
| Победа    | 2-0    | Антон Васильев      | Нокаут                | WFCA 5 - Grozny Battle  | 15 сентября 2015 | 1     | 0:47  | Грозный, РФ | Выступление вечера |
| Победа    | 1-0    | Аслан Хосив         | Болевой приём на ногу | WFCA 4 - Benoy Battle   | 14 июня 2015     | 2     | 3:40  | Беной, РФ   |                    |